# Kanadas generalguvernör
Kanadas generalguvernör (engelska: Governor General, franska: Gouverneur(e) général(e)) är Kanadas vicekungliga ställföreträdare. Kanada är ett av 14 samväldesriken som frivilligt valt att stå i personalunion med Storbritannien; samma person som är Storbritanniens monark är följaktligen också Kanadas monark. Generalguvernören betraktas ofta i och utanför landet som Kanadas de facto statschef, då generalguvernören utför statschefssysslor som: värd för inkommande statsbesök, genomför statsbesök i utlandet, utfärdar kreditivbrev till kanadensiska ambassadörer samt ackrediterar utländska diplomater.
Eftersom Kanada är en konstitutionell monarki med Westminstersystemet är generalguvernörens uppgifter främst ceremoniella och formella till sin natur, då det politiska maktutövandet istället leds av premiärministern och dennes ministär. I praktiken utövar generalguvernören nästan uteslutande sina befogenheter på anmodan från premiärministern. Officiellt utses generalguvernören av kungen men han tillsätter alltid den person som premiärministern föreslår och alla konstitutionella förändringar som rör generalguvernören kräver i praktiken enhetligt stöd från provinsparlamenten, snarare än den kvalificerade majoritet som vanligen krävs för ändringar i författningen.
Astronauten Julie Payette var Kanadas generalguvernör från den 2 oktober 2017, till januari 2021 då hon avgick självmant efter att en utredning fastslog att hon skapade en dålig arbetsmiljö för de anställda som arbetar i generalguvernörens närhet. Från Payettes avgång den 23 januari var Richard Wagner i egenskap av ordförande i Kanadas högsta domstol landets riksföreståndare (engelska: Administrator of the Government). Den 26 juli 2021 tillträdde Mary Simon som den första generalguvernören med härstamning från någon av landets ursprungsbefolkningar.

## Historia
Den franska kolonisationen av Nordamerika inleddes redan under 1580-talet, men Nya Frankrike, som förutom Kanada även bestod av Louisiana och Akadien, började inte växa förrän under första hälften av 1600-talet. Upptäcktsresanden Samuel de Champlain blev den förste inofficielle guvernören av Nya Frankrike omkring 1613. År 1636 blev Charles Huault de Montmagny den förste personen som officiellt tillsattes på posten. Ursprungligen administrerades Nya Frankrike av Compagnie des Cent-Associés, men kung Ludvig XIV tog kontrollen över kolonin 1663 och tillsatte samma år dess förste generalguvernör, Augustin de Saffray de Mésy.
Frankrike förlorade de flesta av sin nordamerikanska territorier (inklusive Kanada) till Storbritannien i och med sjuårskriget (1756–1763). Genom 1763 års kungliga kungörelse (Royal Proclamation of 1763) bytte Kanada namn till Provinsen Quebec samtidigt som guvernörsposten inrättades. Generallöjtnant Jeffrey Amherst styrde provinsen under krigets sista år. Den förste civile administratören blev James Murray som tillträdde 1764. Nova Scotia och New Brunswick förblev separata provinser med egna guvernörer, men under 1780-talet accepterade den brittiske premiärministern William Pitt och hans regering idén att provinserna skulle styras av en gemensam guvernör. Den förste som tillträdde posten blev Guy Carleton. Han hade dock bara direkt inflytande över Nedre Kanada och Övre Kanada; New Brunswick och Nova Scotia styrdes av viceguvernörer. Då Övre och Nedre Kanada slogs samman till Provinsen Kanada 1840 hamnade kontrollen över provinsen hos generalguvernören.
Generalguvernörens roll ändrades i grunden efter 1837 års revolter. Strax efter upproret beslöt den brittiska regeringen att bevilja de kanadensiska provinserna egna regeringar vilket fick till följd att både generalguvernörens och viceguvernörernas roller främst blev formella – den verkliga makten överfördes till de demokratiskt valda församlingarna och deras premiärministrar. Detta förhållande fortlevde även sedan Kanada omvandlats till en dominion 1867. Generalguvernören och viceguvernörerna i provinserna förblev den brittiska kronans lokala representanter, men den verkliga politiska makten delades mellan Kanadas premiärminister och premiärministrarna i provinserna.
Generalguvernörens roll påverkades starkt under 1920- och 1930-talen som en följd av King-Byng-affären. År 1926 begärde den liberale premiärministern William Lyon Mackenzie King att generalguvernören Julian H.G. Byng skulle upplösa parlamentet. Generalguvernören åberopade dock det allmänna val som hållits bara några månader tidigare och vägrade bevilja premiärministerns begäran. Denne avgick följaktligen och Byng valde Arthur Meighen till hans efterträdare. Inom några veckor förlorade dock Meighens konservativa regering en förtroendeomröstning i underhuset vilket tvingade generalguvernören att upplösa parlamentet och utlysa nyval. Valet vanns med bred marginal av Mackenzie King som återtog regeringsmakten och började verka för att ompröva generalguvernörens roll.
Vid en imperiekonferens senare samma år accepterade Storbritannien, Kanada och andra brittiska dominier Balfourdeklarationen,som slog fast att de brittiska protektoraten likställdes med Storbritannien. Generalguvernörerna skulle fortsättningsvis ha en rent representativ roll istället för att agera som den brittiska regeringens företrädare, en roll som istället övertogs av överkommissarien (The High Commissioner). Med Westminsterstatuten (1931) utökades principen om likställdhet mellan Storbritannien och de forna kolonierna. Statuten fastslog att varje dominion var ett kungarike i egen rätt och att den brittiska monarken var monark över flera separata kungariken parallellt. Även om Kanada i och med det erkändes som ett oberoende land, var generalguvernören även fortsättningsvis engelsman. Sedan termen dominion övergivits kunde till slut den förste kanadensiske generalguvernören, Vincent Massey, tillträda 1952.

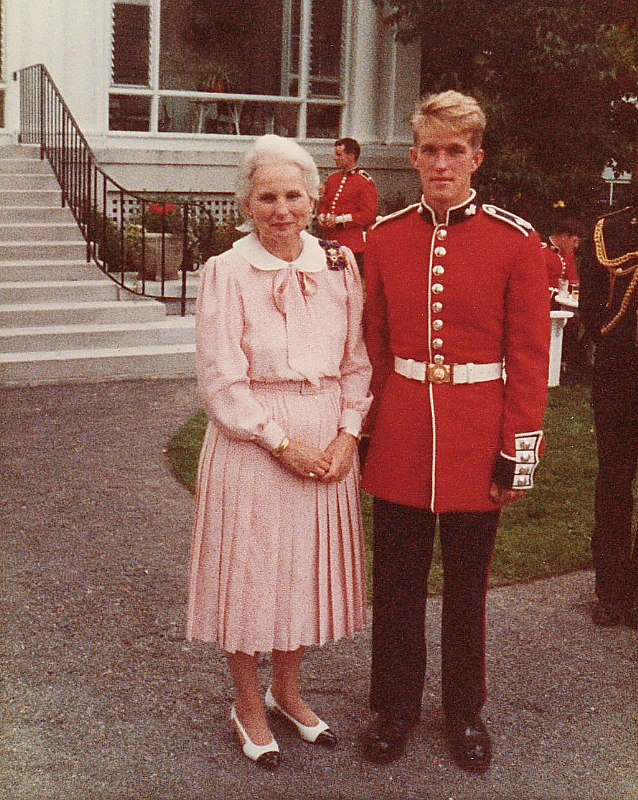
Jeanne Sauvé var den första kvinnan att tjänstgöra som Kanadas generalguvernör.

Under Roland Micheners ämbetstid (1967–1974) genomgick ämbetet en rad betydande förändringar. Han släppte efter på etikettsregler och formaliteter, till exempel övergavs seden att buga inför generalguvernören. Michener fortsatte dock att bära den traditionella tjänsteuniformen, men blev den siste generalguvernören som gjorde det. Micheners resa till Trinidad och Tobago 1971 blev det första utländska statsbesöket av en kanadensisk generalguvernör. Händelsen ledde först till en kontrovers, eftersom monarken och inte generalguvernören var Kanadas statschef. Inom kort hade dock seden accepterats och idag representerar generalguvernören ofta sitt land utomlands.
Generalguvernörens roll kan fortfarande orsaka viss polemik i Kanada. Organisationer som Citizens for a Canadian Republic (’Medborgare för en kanadensisk republik’) arbetar för att förändra och ”demokratisera” ämbetet som ett sätt att bana väg för ett presidentskap likt de i Irland och Indien. Å andra sidan har monarkin och dess representant generalguvernören sina tillskyndare i organisationer som Monarchist League of Canada (’Kanadas monarkistiska förbund’). Sedan misslyckandena med Meech Lake-avtalet 1987 och Charlottetownavtalet 1992 har konstitutionella frågor fått en undanskymd plats i den kanadensiska politiken. Frågan om monarkins vara eller inte betraktas som polariserande och har hamnat i skymundan bakom mer allvarliga konstitutionella problem som Québecs självständighetsrörelse. Republikanerna i Kanada har därför mindre inflytande än i till exempel Australien.

## Tillsättning
Monarken tillsätter generalguvernören i enlighet med premiärministerns önskemål. Från 1867 till 1952 var alla generalguvernörer brittiska medborgare och hämtades ur den brittiska aristokratin. Den siste brittiske generalguvernören i Kanada blev Harold Alexander (1946–1952). Han efterträddes av den förste kanadensiske generalguvernören Vincent Massey och efter honom har alla generalguvernörer varit kanadensare. Av tradition alternerar engelsk-kanadensare respektive fransk-kanadensare på posten. Från och med tillsättningen 1967 har premiärministern överräckt ett enda namn till monarken istället för den lista som tidigare framlades.
Generalguvernörens roll är opolitisk men har ofta innehafts av före detta politiker. Sedan 1952 har tidigare diplomater, kabinettsmedlemmar och talmän i underhuset besuttit posten. Adrienne Clarkson (generalguvernör 1999–2005), tidigare författare och TV-ankare, var den första på posten utan vare sig politisk eller militär bakgrund. Hon var också den första asiatiska kanadensaren och den andra kvinnan på posten efter Jeanne Sauvé (1984–1990). Den tredje kvinnan på posten blev Michaëlle Jean som tillträdde 2005 som den första svarta kanadensaren.
Sedvänjan påbjuder att generalguvernörens ämbetstid inte ska understiga fem år, men monarken kan på premiärministerns begäran förlänga tjänsten. Detta har också skett vid några tillfällen, till exempel skulle Clarksons ämbetstid utlupit 2004 men premiärminister Paul Martin ansåg att situationen i underhuset med en minoritetsregering gjorde det önskvärt att ha en erfaren generalguvernör på posten varför Clarkson fick sitta kvar. Tidigare har George Vanier och Roland Michener fått sina ämbetsperioder förlängda under liknande omständigheter. Generalguvernörer kan också avsäga sig uppdraget, vilket bland annat skedde då Roméo LeBlanc avgick av hälsoskäl 1999.
Om generalguvernören dör eller lämnar landet under mer än en månad övertar det justitieråd som är Högsta domstolens ordförande (Chief Justice of Canada/juge en chef du Canada) generalguvernörens befogenheter och plikter eller, om även domstolschefsposten är vakant, det äldsta biträdande justitierådet (Puisne Justice/juge puîné). Detta har skett vid två tillfällen då generalguvernörer avlidit: 1940 övertog chefsdomare Lyman Poore Duff generalguvernörens roll och 1967 gjorde Robert Taschereau detsamma.

## Politisk roll

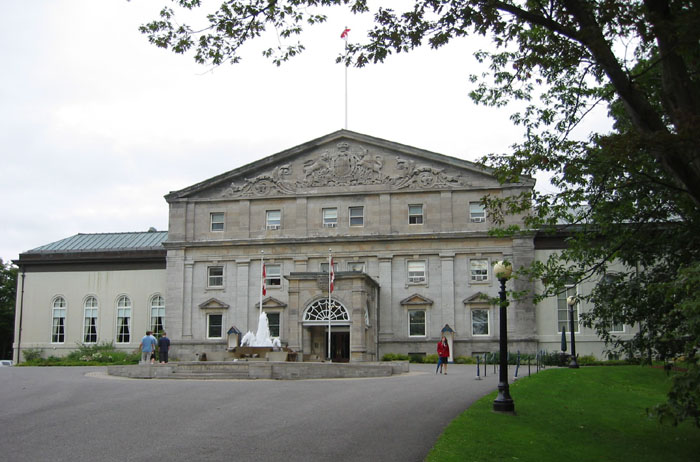
Rideau Hall i huvudstaden Ottawa är generalguvernörens officiella residens.

Generalguvernörens makt är i teorin omfattande men i praktiken begränsad. Generalguvernörens ämbete regleras av författningen och konstitutionella konventioner och ämbetets makt är rent symbolisk och nominell. Generalguvernören tillämpar bara sitt kungliga prerogativ på anmodan från premiärministern eller någon av dennes ministrar som i sin tur står ansvariga inför underhuset vars makt utgår från folket. 
När så krävs är det generalguvernörens plikt att utnämna en ny premiärminister. En oskriven konvention säger att generalguvernören vid parlamentets öppnande ska utnämna den person som har störst stöd i underhuset. Om något parti har egen majoritet utnämner generalguvernören dess partiledare. Om inget parti har egen majoritet kan ett antal partier bilda en koalition varpå generalguvernören utnämner den av koalitionen utsedda ledaren. Koalitioner är emellertid ovanliga i kanadensisk politik och i en situation med ett underhus utan vare sig ett parti med egen majoritet eller en existerande koalition utnämner generalguvernören vanligen, om än inte nödvändigtvis, ledaren för kammarens största parti.
Generalguvernören tillsätter även ministrarna i regeringen, men bara i enlighet med premiärministerns önskemål. I praktiken är det alltså premiärministern som utövar den reella makten över regeringsbildandet och generalguvernörens befogenhet att avsätta premiärministern har aldrig tagits i bruk.

## Konstitutionella uppgifter

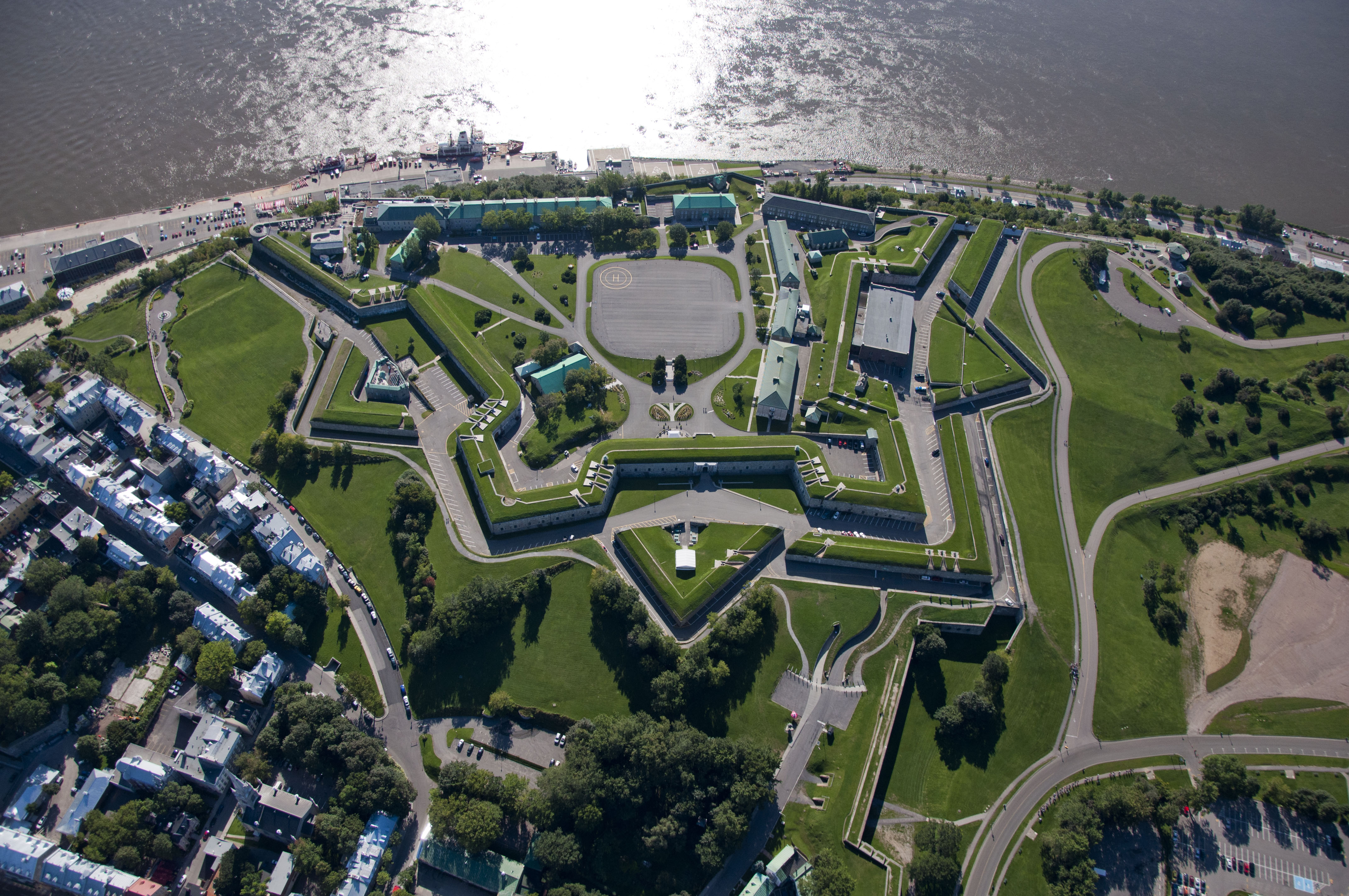
Citadellet i Québec är sedan 1872 generalguvernörens sekundära residens.

Som representant för Kanadas monark kan generalguvernören utöva all makt som kronan av hävd åtnjuter. Då monarken personligen är närvarande i landet kan denne dock personligen utöva den makten. Några befogenheter ligger dock exklusivt på monarken, till exempel rätten att ändra antalet platser i senaten.
Det är generalguvernören som sammankallar, ajournerar och upplöser Kanadas parlament. Parlamentets sessioner inleds med parlamentets högtidliga öppnande då generalguvernören i senaten läser upp en regeringsförklaring. En session ajourneras vanligen efter ett år. Mandatperioden avslutas senast fem år efter parlamentets öppnande genom att generalguvernören upplöser parlamentet och åtföljs alltid av allmänna val till underhuset. Alla dessa befogenheter utövar generalguvernören endast på anmodan från premiärministern. Det är idag oklart vilken situation som skulle kunna föranleda generalguvernören att neka en begäran från premiärministern. Senaste det hände var 1926 under King-Byng-affären.
Alla nya lagar antas i monarkens namn och för att en lag ska gå igenom krävs kungligt bifall (Royal Assent/sanction royale). Detta bifall ges vanligtvis av generalguvernören som inför ett lagförslag på pappret har tre valmöjligheter: generalguvernören kan
- ge sitt bifall varpå lagförslaget antas,
- hålla inne sitt bifall varpå förslaget faller eller
- vidarebefordra ärendet till monarken så att denna personligen kan ta ställning till förslaget.

Om ett lagförslag antas kan monarken inom två år upphäva lagen. I praktiken ger generalguvernören dock alltid sitt bifall och dessa kungliga befogenheter har aldrig använts.
Ministrar, domare och senatorer på federal nivå tillsätts också av generalguvernören. I praktiken är det dock premiärministern och dennes ministrar som väljer kandidaterna. Generalguvernören tillsätter även provinsernas viceguvernörer, i praktiken i enhetlighet med önskemål från provinsernas premiärministrar. Viceguvernörerna kan, liksom sin federala kollega, istället för att ge sitt bifall till ett provinsiellt lagförslag, vidarebefordra ärendet till generalguvernören. Senast detta skedde var i Saskatchewan 1961. Däremot är generalguvernören varken kunglig representant eller inblandad i tillsättningarna i Kanadas territorier där istället den federala regeringen tillsätter en kommissionär som sin lokala representant. Detta arrangemang kommer sig av att den kanadensiska författningen inte omfattar territoriernas konstitutionella rättigheter.
Generalguvernören har också statschefens förpliktelser och gör statsbesök i utlandet, samt tar emot utländska statschefer, delegater och ambassadörer. Tidigare överlämnade ambassadörer och samväldets överkommissarier sina rekommendationsbrev till drottningen, men sedan 2005 tar istället generalguvernören emot dem – något som upprört landets monarkister. 
Generalguvernören är formellt överbefälhavare över landets militära styrkor och befälhavare (Colonel of the Regiment/colonel du régiment, underställd endast monarken som bär titeln Colonel-in-Chief/colonel en chef) över Kanadas tre livgarden: Governor General's Horse Guards (’Generalguvernörens hästgarde’), Guvernor General's Foot Guards (’Generalguvernörens fotgarde’) och Canadian Grenadier Guards (’Kanadas grenadjärgarde’).
Generalguvernören närvarar också vid banketter och andra högtidligheter och delar ut medaljer och andra utmärkelser, bland annat generalguvernörens litteraturpris. Det har blivit en tradition att avgående generalguvernörer instiftar ett nytt pris eller en ny utmärkelse som får sitt namn efter honom eller henne.

## Rangordning och privilegier
I Kanadas officiella rangordning står endast monarken över generalguvernören som, då han eller hon är i tjänst, tituleras ”Hans/Hennes excellens” (His/Her Excellency på engelska, Son Excellence på franska). Dessutom kan generalguvernörer under återstoden av livet ta titeln The Right Honourable/le (la) très honorable (’den högvälborne’) och upptas vid pensioneringen i kronrådet (King's Privy Council for Canada/Conseil privé du Roi pour le Canada) om de inte redan är medlemmar däri. Under tjänstgöringstiden är generalguvernören också kansler och förste riddare (Chancellor and Principal Companion/le chancelier et le compagnon principal) av Order of Canada/Ordre du Canada samt kansler av Order of Military Merit/Ordre du mérite militaire och Order of Merit of the Police Forces/Ordre du mérite des corps policiers. I dessa egenskaper har generalguvernören rätt att bära dessa ordnars medaljer och insignier.
På generalguvernörens egen flagga finns ett lejon som håller upp ett rött lönnlöv ovanpå en mörkblå grund. Flaggan står högre i rang än alla andra flaggor i Kanada, utom monarkens särskilda kanadensiska flagga. Generalguvernören använder sin flagga på de fordon och byggnader där han eller hon befinner sig. Vid statsbesök används dock den utomlands mer välbekanta kanadensiska flaggan. Generalguvernörens salut består av de första sex takterna i Kanadas kungssång God Save the King/Dieu protège le Roi och de första respektive sista fyra takterna nationalsången O Canada/Ô Canada. Vid statsbesök utomlands används enbart avsnittet ur nationalsången.
Generalguvernören uppbär en årlig lön om 134 970 dollar. Det officiella guvernörsresidenset är Rideau Hall i Ottawa. Då generalguvernören har en hustru kallas hon ”Chatelaine of Rideau Hall”/”châtelaine de Rideau Hall”. Ingen motsvarande titel finns för generalguvernörers makar. Sedan 1872 har också generalguvernören ett officiellt residens i citadellet i Québec och brukar uppehålla sig där under några veckor varje år.

## Lista över Kanadas generalguvernörer
Se även  Lista över Kanadas generalguvernörer innan 1867

### Generalguvernörer som representeradedrottning Viktoria, 1867–1901
| Nr | Porträtt | Namn (Levnad)                                                         | Tillträde         | Avgång            | Not                         |
| -- | -------- | --------------------------------------------------------------------- | ----------------- | ----------------- | --------------------------- |
| 1  |          | Charles Monck, 4:e viscount Monck (1819-1894)                         | 1 juli 1867       | 14 november 1868  | [ 10 ]                      |
| 2  |          | John Young, 1:e baron Lisgar (1807-1876)                              | 2 februari 1869   | 25 juni 1872      | [ 10 ]                      |
| 3  |          | Frederick Hamilton-Temple-Blackwood, 1:e earl av Dufferin (1826-1902) | 25 juni 1872      | 25 november 1878  | [ 10 ]                      |
| 4  |          | John Campbell, markis av Lorne (1845-1914)                            | 25 november 1878  | 23 oktober 1883   | Drottning Viktorias svärson |
| 5  |          | Henry Petty-FitzMaurice, 5:e markis av Lansdowne (1845-1927)          | 23 oktober 1883   | 11 juni 1888      | [ 10 ]                      |
| 6  |          | Frederick Stanley, 1:e baron Stanley av Preston (1841-1908)           | 11 juni 1888      | 18 september 1893 | Gett namn år Stanley Cup    |
| 7  |          | John Hamilton-Gordon, 6:e earl av Aberdeen (1847-1934)                | 18 september 1893 | 12 november 1898  | [ 10 ]                      |
| 8  |          | Gilbert Elliot-Murray-Kynynmound, 4:e earl av Minto (1845-1914)       | 12 november 1898  | 22 januari 1901   | [ 10 ]                      |

### Generalguvernörer som representeradekung Edvard VII, 1901–1910
| Nr | Porträtt | Namn (Levnad)                                                   | Tillträde        | Avgång           | Not    |
| -- | -------- | --------------------------------------------------------------- | ---------------- | ---------------- | ------ |
| 8  |          | Gilbert Elliot-Murray-Kynynmound, 4:e earl av Minto (1845-1914) | 22 januari 1901  | 19 december 1904 | [ 10 ] |
| 9  |          | Albert Grey, 4:e earl Grey (1851-1917)                          | 10 december 1904 | 6 maj 1910       | [ 10 ] |

### Generalguvernörer som representeradekung Georg V, 1910–1936
| Nr | Porträtt | Namn (Levnad)                                                | Tillträde        | Avgång           | Not                       |
| -- | -------- | ------------------------------------------------------------ | ---------------- | ---------------- | ------------------------- |
| 9  |          | Albert Grey, 4:e earl Grey (1851-1917)                       | 6 maj 1910       | 13 oktober 1911  | [ 10 ]                    |
| 10 |          | Prins Arthur, hertig av Connaught och Strathearn (1850-1942) | 13 oktober 1911  | 11 november 1916 | Farbror till kung Georg V |
| 11 |          | Victor Cavendish, 9:e hertig av Devonshire (1868-1938)       | 11 november 1916 | 11 augusti 1921  | [ 10 ]                    |
| 12 |          | Julian Byng, 1:e baron Byng of Vimy (1862-1935)              | 11 augusti 1921  | 2 oktober 1926   | [ 10 ]                    |
| 13 |          | Freeman Freeman-Thomas, 1:e viscount Willingdon (1866-1941)  | 2 oktober 1926   | 4 april 1931     | [ 10 ]                    |
| 14 |          | Vere Ponsonby, 9:e earl av Bessborough (1880-1956)           | 4 april 1931     | 2 november 1935  | [ 10 ]                    |
| 15 |          | John Buchan, 1:e baron Tweedsmuir (1875-1940)                | 2 november 1935  | 20 januari 1936  | [ 10 ]                    |

### Generalguvernörer som representeradekung Edvard VIII, 1936–1936
| Nr | Porträtt | Namn (Levnad)                                 | Tillträde       | Avgång           | Not    |
| -- | -------- | --------------------------------------------- | --------------- | ---------------- | ------ |
| 15 |          | John Buchan, 1:e baron Tweedsmuir (1875-1940) | 20 januari 1936 | 11 december 1936 | [ 10 ] |

### Generalguvernörer som representeradekung Georg VI, 1936–1952
| Nr | Porträtt | Namn (Levnad)                                                 | Tillträde        | Avgång             | Not                          |
| -- | -------- | ------------------------------------------------------------- | ---------------- | ------------------ | ---------------------------- |
| 15 |          | John Buchan, 1:e baron Tweedsmuir (1875-1940)                 | 11 december 1936 | 11 februari 1940 † | Dog i ämbetet                |
| 16 |          | Alexander Cambridge, 1:e earl av Athlone (1874-1957)          | 21 juni 1940     | 12 april 1946      | Bror till änkedrottning Mary |
| 17 |          | Harold Alexander, 1:e viscount Alexander av Tunis (1891-1969) | 12 april 1946    | 6 februari 1952    | [ 10 ]                       |

### Generalguvernörer som representeradedrottning Elizabeth II, 1952–2022
| Nr | Porträtt | Namn (Levnad)                                             | Tillträde         | Avgång            | Not           |
| -- | -------- | --------------------------------------------------------- | ----------------- | ----------------- | ------------- |
| 17 |          | Harold Alexander, 1:e earl Alexander av Tunis (1891-1969) | 6 februari 1952   | 28 februari 1952  | [ 10 ]        |
| 18 |          | Vincent Massey (1887-1967)                                | 28 februari 1952  | 15 september 1959 | [ 10 ]        |
| 19 |          | Georges Vanier (1888-1967)                                | 15 september 1959 | 5 mars 1967 †     | Dog i ämbetet |
| 20 |          | Roland Michener (1900-1991)                               | 17 april 1967     | 14 januari 1973   | [ 10 ]        |
| 21 |          | Jules Léger (1913-1980)                                   | 14 januari 1973   | 22 januari 1979   | [ 10 ]        |
| 22 |          | Edward Schreyer (född 1935)                               | 22 januari 1979   | 14 maj 1984       | [ 10 ]        |
| 23 |          | Jeanne Sauvé (1922-1993)                                  | 14 maj 1984       | 29 januari 1989   | [ 10 ]        |
| 24 |          | Ray Hnatyshyn (1934-2002)                                 | 29 januari 1989   | 8 februari 1995   | [ 10 ]        |
| 25 |          | Roméo LeBlanc (1928-2009)                                 | 8 februari 1995   | 7 oktober 1999    | [ 10 ]        |
| 26 |          | Adrienne Clarkson (född 1939)                             | 7 oktober 1999    | 27 september 2005 | [ 10 ]        |
| 27 |          | Michaëlle Jean (född 1957)                                | 27 september 2005 | 1 oktober 2010    | [ 10 ]        |
| 28 |          | David Johnston (född 1941)                                | 1 oktober 2010    | 2 oktober 2017    | [ 10 ]        |
| 29 |          | Julie Payette (född 1963)                                 | 2 oktober 2017    | 22 januari 2021   | [ 10 ]        |
| 30 |          | Mary Simon (född 1947)                                    | 26 juli 2021      | 8 september 2022  |               |

### Generalguvernörer som representeradekung Charles III, från 2022
| Nr | Porträtt | Namn (Levnad)          | Tillträde        | Avgång   | Not |
| -- | -------- | ---------------------- | ---------------- | -------- | --- |
| 30 |          | Mary Simon (född 1947) | 8 september 2022 | sittande |     |